# NGC 4361
NGC 4361 – mgławica planetarna znajdująca się w konstelacji Kruka. Została odkryta 7 lutego 1785 przez Williama Herschela. Mgławica ta jest odległa o około 5000 lat świetlnych od Ziemi. Centralna gwiazda tej mgławicy to HD 107969.
Mgławica planetarna NGC 4361 jest niezwykła, gdyż wytworzyła cztery płaty odrzuconego materiału zamiast standardowych dwóch. Skłania to do wniosku, że wewnątrz mgławicy mogą znajdować się dwie umierające gwiazdy, z których każda wytworzyła własne bipolarne odrzucone płaty.